# Ken Marino

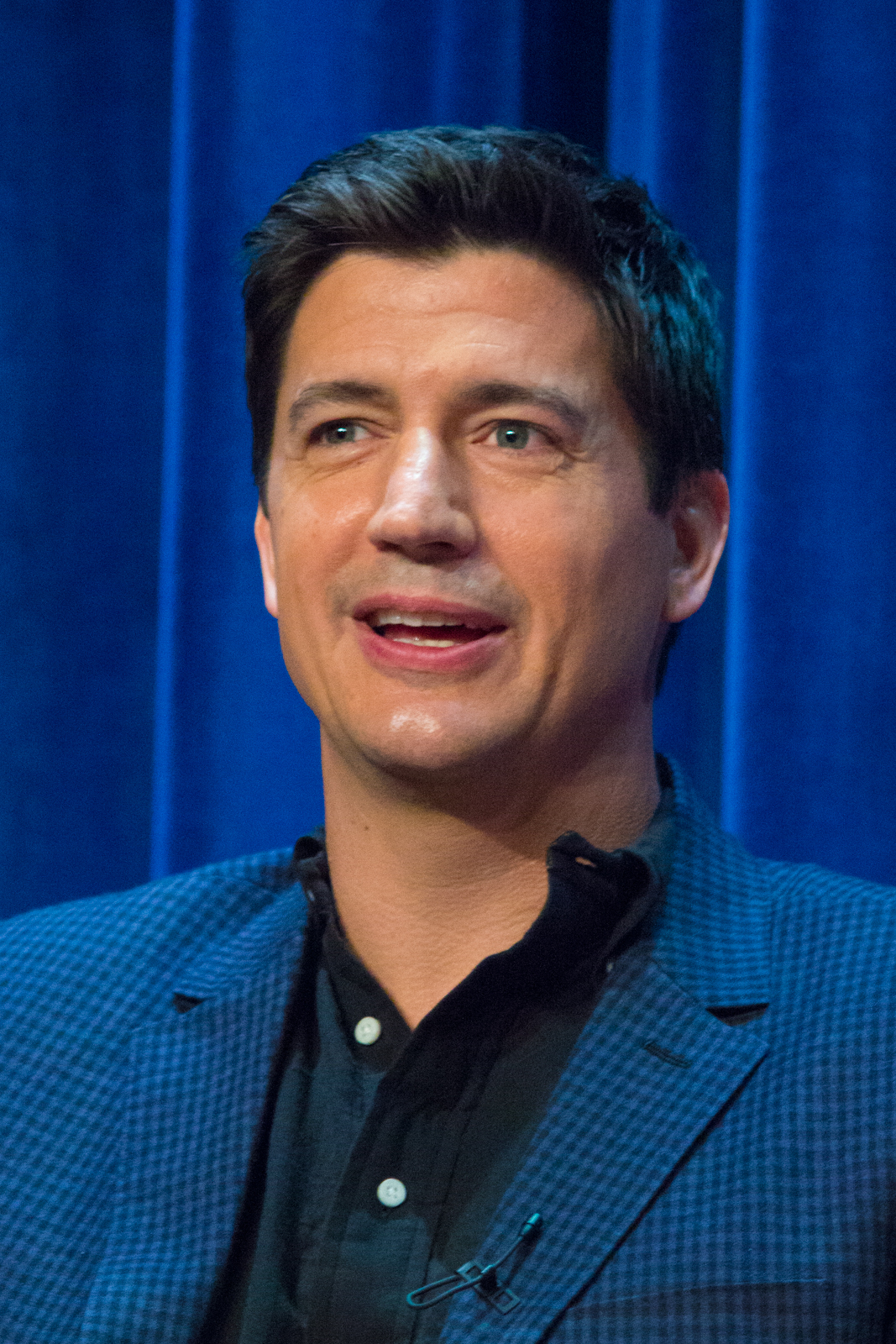
Ken Marino 2014.

Kenneth Joseph "Ken" Marino, född 19 december 1968 i West Islip, New York, är en amerikansk skådespelare, manusförfattare regissör och producent.
Marino är bland annatt känd för rollen som Vinnie Van Lowe i TV-serien Veronica Mars. Han medverkar även i Party Down.

## Filmografi i urval
- 2001–2002 – Dawson's Creek (TV-serie)
- 2005–2007 – Veronica Mars (TV-serie)
- 2006 – Sanningen om Rödluvan (röst)
- 2008 – Role Models
- 2009–2023 – Party Down (TV-serie)
- 2012–2013 – Burning Love (TV-serie)
- 2012 – Wanderlust
- 2013 – In a World...
- 2013 – Familjetrippen
- 2013 – Eastbound & Down (TV-serie)
- 2014 – Veronica Mars
- 2014 – Marry Me (TV-serie)
- 2016 – Brooklyn Nine-Nine (TV-serie)
- 2017 – The Babysitter
- 2020 – The Babysitter: Killer Queen